# Organizacje harcerskie

Kontur lilijki harcerskiej

Organizacje harcerskie – organizacje społeczne, których działanie opiera się na zasadach, celach i metodzie wprowadzonych przez założyciela skautingu Roberta Baden-Powella i rozwiniętych jako harcerstwo przez Andrzeja Małkowskiego. Pierwsze powstały po 1910 w zaborze austriackim, rosyjskim i pruskim. Współcześnie działają na terenie Rzeczypospolitej Polskiej, w oparciu o ustawę z dnia 7 kwietnia 1989 r. – Prawo o stowarzyszeniach (Dz.U. z 2020 r. poz. 2261) oraz poza jej granicami, wśród Polonii.

## Współczesne organizacje harcerskie

### Organizacje ogólnopolskie
- Związek Harcerstwa Polskiego (ZHP) – KRS 0000094699 (oddzielny numer KRS ma również każda chorągiew ZHP), z siedzibą władz naczelnych w Warszawie, stowarzyszenie wyższej użyteczności w latach 1936–1990, organizacja pożytku publicznego od 2004, przewodniczący ZHP: hm. Krzysztof Pater, naczelnik ZHP: hm. Martyna Kowacka[1] (organizacja pod protektoratem Prezydenta Rzeczypospolitej Polskiej Karola Nawrockiego)
- Związek Harcerstwa Rzeczypospolitej (ZHR) – KRS 0000057720 (oddzielny numer KRS ma również pięć okręgów ZHR), z siedzibą władz naczelnych w Warszawie, organizacja pożytku publicznego od 2004, przewodniczący ZHR: hm. Krzysztof Wójtowicz, naczelniczka harcerek ZHR: hm. Anna Stasik, naczelnik harcerzy ZHR: hm. Marcin Mucha[2] (organizacja pod protektoratem Prezydenta Rzeczypospolitej Polskiej Karola Nawrockiego)
- Stowarzyszenie Harcerstwa Katolickiego „Zawisza” Federacja Skautingu Europejskiego – KRS 0000089011, z siedzibą władz naczelnych w Warszawie, organizacja pożytku publicznego od 2004, przewodniczący: hm. Piotr Bogusz HR[3] (organizacja pod protektoratem Prezydenta Rzeczypospolitej Polskiej Karola Nawrockiego)
- Royal Rangers Polska (RRP) – KRS 0000250796, z siedzibą władz naczelnych we Wrocławiu, organizacja pożytku publicznego od 2006, komendant główny: hm. Jan Zając[4] (organizacja pod protektoratem Prezydenta Rzeczypospolitej Polskiej Karola Nawrockiego
- Stowarzyszenie Skauci Króla (SK) – KRS 0000605021, z siedzibą we Wrocławiu, komendant główny: hm. Paweł Chwiłkowski[5] (organizacja pod protektoratem Prezydenta Rzeczypospolitej Polskiej Karola Nawrockiego)

### Organizacje lokalne
- Harcerska Organizacja Wychowawczo-Patriotyczna „Cichociemni” – KRS 0000185445, z siedzibą w Brzegu Dolnym, naczelnik organizacji: hm. Piotr Gajewski[6]
- Harcerstwo Rzeczypospolitej Polskiej (HRP) – KRS 0000634469, z siedzibą w Krakowie, naczelnik: ks. hm. Marcin Kostka FSSP
- Krąg Harcerski „Drzewo Pokoju” – KRS 0000185445, z siedzibą w Gdyni, organizacja pożytku publicznego od 2011, komendant kręgu: phm. Zuzanna Dawid[7]
- Niezależny Krąg Instruktorów Harcerskich „Leśna Szkółka” – KRS 0000118999, z siedzibą w Gdyni, organizacja pożytku publicznego od 2010, komendant kręgu: hm. Zuzanna Bejm[8] (organizacja pod protektoratem Prezydenta Rzeczypospolitej Polskiej Andrzeja Dudy)
- Niezależny Związek Harcerstwa „Czerwony Mak” im. Bohaterów Monte Cassino – KRS 0000100052, z siedzibą w Skawinie, organizacja pożytku publicznego od 2008, komendant: hm. Paweł Gruca HR[9]
- Organizacja Harcerska „Rodło” im. Szarych Szeregów – z siedzibą w Jarocinie (nie występuje w KRS), komendant hm. Robert Wencek[10]
- Skauci Świętego Bernarda z Clairvaux (skauting katolicki, nie występuje w KRS)[11]
- Stowarzyszenie Harcerski Ruch Ochrony Środowiska im. św. Franciszka z Asyżu – KRS 0000034087, z siedzibą w Ściborkach, wódz naczelny: Dariusz Morsztyn
- Stowarzyszenie Harcerskie – KRS 0000160636, z siedzibą w Warszawie, organizacja pożytku publicznego od 2004, naczelniczka: Patrycja Rumińska – Zając[12] (organizacja pod protektoratem Prezydenta Rzeczypospolitej Polskiej Andrzeja Dudy)
- Szczep Czerwonych Maków im. Bohaterów Monte Cassino – KRS 0000005435, z siedzibą w Krakowie
- Zrzeszenie Harcerskie „Piąta.PL” – KRS 0000786265, z siedzibą w Bydgoszczy, komendant: hm. Anna Filipczak-Krugły
- Związek Harcerstwa Adwentystycznego (ZHA) - jednostka organizacyjna Kościoła Adwentystów Dnia Siódmego w Rzeczypospolitej Polskiej, nie występuje w KRS[13]; komendant krajowy: st. pwd. Olga Kulinicz
- Związek Harcerstwa Wiejskiego – KRS 0000113133, z siedzibą w Piławie Dolnej, naczelnik: Zofia Jurków
- Harcerska Organizacja Perspektywa − KRS 0000725524, z siedzibą w Kunicach, naczelnik: Jerzy Janicki

### Organizacje działające poza granicami kraju
- Związek Harcerstwa Polskiego działający poza granicami Kraju (organizacja pod protektoratem Prezydenta Rzeczypospolitej Polskiej Andrzeja Dudy)
- Republikańskie Społeczne Zjednoczenie „Harcerstwo” (Białoruś) (organizacja pod protektoratem Prezydenta Rzeczypospolitej Polskiej Andrzeja Dudy)
- Harcerstwo Polskie w Republice Czeskiej (organizacja pod protektoratem Prezydenta Rzeczypospolitej Polskiej Andrzeja Dudy)
- Związek Harcerstwa Polskiego na Litwie (organizacja pod protektoratem Prezydenta Rzeczypospolitej Polskiej Andrzeja Dudy)
- Harcerstwo Polskie na Ukrainie (organizacja pod protektoratem Prezydenta Rzeczypospolitej Polskiej Andrzeja Dudy)
- Organizacja Harcerstwa Polskiego w Galway (Irlandia)
- Związek Harcerstwa Rzeczypospolitej w Kanadzie
- Związek Harcerstwa Polskiego na Łotwie
- Związek Harcerstwa Polskiego w Niemczech
- Harcerstwo Polskie w Szkocji (ang. Polish Scouting Association in Scotland)[14]
- Niezależny Hufiec Harcerstwa Polskiego „Leśna Szkółka – Kaszuby” (Szwecja)

## Historyczne organizacje i ruchy harcerskie

### Organizacje działające przed 1918
- Naczelna Komenda Skautowa (1916) – włączona do Polskiej Organizacji Skautowej
- Związek Skautek Polskich (1914–1916) – włączony do Związku Harcerstwa Polskiego
- Główna Kwatera Skautowa na Rzeszę Niemiecką (1916–1919) – z siedzibą w Poznaniu, działała do utworzenia Wielkopolskiego Oddziału Związku Harcerstwa Polskiego
- Związkowe Naczelnictwo Skautowe (1916) – działające w Galicji, włączone do Związku Harcerstwa Polskiego
- Naczelnictwo Harcerskie w Kijowie (1916) – włączone do Związku Harcerstwa Polskiego
- Polska Organizacja Skautowa (1915–1916) (POS) – włączona do Związku Harcerstwa Polskiego
- Łódzki Związek Harcerzy Polskich (1916–1918) – włączony do Związku Harcerstwa Polskiego

### Organizacje działające w latach 1918–1939
- Naczelna Komenda Organizacji Harcerskiej na Warmię i Mazury (1920)
- Towarzystwo Skautów Opolskich (1920) – powstało w Opolu z inicjatywy Szymona Koszyka
- Zjednoczenie Wolnego Harcerstwa (1923–1924)
- Związek Harcerzy Polskich w Niemczech (1925)
- Związek Harcerstwa Polskiego w Niemczech (1926–1939)

### Ruchy harcerskie działające w ramach ZHP w latach 1918–1939
- Wolne Harcerstwo (1921–1923)
- Krąg Starszoharcerski św. Jerzego (1934–1939)
- Koło Instruktorów im. Mieczysława Bema (KIMB) (1931–1939)
- Wigierczycy (1924–1939)

### Organizacje skautowe działające w latach 1918–1939
- Ukrajinskij Płastowyj Uład „Płast” (1911–1930) – skauting ukraiński działający na terenie Polski
- Haszomer Hacair – żydowska organizacja skautowa działająca na terenie Polski, której współzałożycielem był m.in. Janusz Korczak

### Organizacje działające w latach 1939–1945
- Szare Szeregi (1939–1945)
- Tajny Hufiec Harcerzy (Gdynia) – od 1939, ok. 1942 włączony do Szarych Szeregów
- Harcerstwo Polskie (Hufce Polskie) (1939–1945)

### Organizacje „pseudoharcerskie”
- Czerwone Harcerstwo Towarzystwa Uniwersytetu Robotniczego (1926–1939)
- Organizacja Harcerska Związku Młodzieży Polskiej (OH ZMP) (1950–1956)
- Organizacja Harcerska Polski Ludowej (OHPL) (1956)

### Organizacje harcerskie działające po 1980
- Duszpasterstwo Harcerek i Harcerzy (DHiH)
- Harcerski Ruch Liturgiczny (ruch zawiszacki) (1982–1990)
- Niezależny Ruch Harcerski (NRH) (1981)
- Polska Organizacja Harcerska (POH) (1985–1998)
- Polska Organizacja Skautowa (POS) (1989–1992)
- Związek Harcerstwa Polskiego rok założenia 1918 (ZHP–1918) (1989–1992)
- Federacja Drużyn im. Cichociemnych (FDC) (1991–1997)